# Agata Lubomirska
Agata Lubomirska z d. Mossakowska, herbu Jastrzębiec, (ur. 1756 – Kraków, zm.1797 – Agatówka). 

## Życiorys
W 1776 wyszła za mąż za Franciszka Grzegorza Lubomirskiego z Charzewic. Po 14 latach małżeństwa – urodzeniu sześciorga dzieci, z których tylko dwoje; Pelagia Lubomirska (1788 –1829) i Teofila Lubomirska (1789 –1819), dożyło dojrzałego wieku – w roku 1790 doszło do jego rozpadu a książę Franciszek ożenił się z Anną Dobrzańską. Po rozwodzie otrzymała majątek Pilchów wraz z folwarkiem. 
Opuściła pałac w Charzewicach i przeniosła się z córkami do małego dworku myśliwskiego położonego na skraju lasów Puszczy Sandomierskiej, obok Pilchowa. Zamieszkanie jej tam, dało początek nowej osadzie, Agatówki nazwanej tak od jej imienia, której pierwsi mieszkańcy stanowili jej służbę dworską na „wygnaniu” z Charzewic.
W 1797 zmarła i została pochowana w krypcie rodowej w Rozwadowie.